# Formica tripartita
Formica tripartita é uma espécie de formiga do gênero Formica, pertencente à subfamília Formicinae.